# نيلز هيرتزبيرغ (سياسي)
نيلز هيرتزبيرغ هو قسيس وسياسي نرويجي، ولد في 13 أغسطس 1759 في Finnås ‏ في النرويج، وتوفي في 21 أكتوبر 1841. انتخب عضو برلمان النرويج ‏ عن دائرة Søndre Bergenhus amt ‏ خلال فترته النيابية ‏ (8 أكتوبر 1814 – 26 نوفمبر 1814).